# Glipa thoracica
Glipa thoracica là một loài bọ cánh cứng trong họ Mordellidae. Loài này được Horák miêu tả khoa học năm 1994.